# Algarve-Cup 2014
Der Algarve-Cup 2014 war die 21. Ausspielung des seit 1994 alljährlich ausgetragenen und nach dem Olympiaturnier der Frauen, der WM und EM wichtigsten Frauenfußballturniers für Nationalmannschaften und fand vom 5. bis 12. März 2014 wie zuvor an verschiedenen Spielorten der Algarve, der südlichsten Region Portugals statt. Am Turnier nahmen sechs Mannschaften aus den Top 10 der FIFA-Weltrangliste teil. Das Turnier diente auch als Vorbereitung möglicher Schiedsrichterinnen und -assistentinnen für die U-20-WM 2014 und WM 2015. Beim Turnier sollten auch elektronische Systeme zur Leistungskontrolle getestet werden, die von den Spielerinnen in Form von elektronischen Chips oder anderen kleinen Geräten getragen werden.
Spielorte waren das Estádio Algarve in Faro und andere Orte an der Algarve.

## Modus
An dem Turnier nahmen zwölf Nationalmannschaften teil. Die acht am höchsten eingeschätzten Mannschaften bildeten die Gruppen A und B, die vier schwächeren Mannschaften die Gruppe C. Zuerst spielten die Teams in ihrer Gruppe jeder gegen jeden um die Platzierung. Dabei ist zunächst die beste Punktzahl, dann der direkte Vergleich und erst danach die Tordifferenz für die Platzierung entscheidend. Danach wurde wie folgt verfahren:
- Spiel um Platz 11: Die dritt- und viertplatzierte Mannschaft der Gruppe C.
- Spiel um Platz 9: Die zweitplatzierte Mannschaft der Gruppe C gegen die schlechtere viertplatzierte Mannschaft der Gruppen A oder B.
- Spiel um Platz 7: Sieger der Gruppe C gegen die bessere viertplatzierte Mannschaft der Gruppen A oder B.
- Spiel um Platz 5: Die drittplatzierten Mannschaften der Gruppen A und B.
- Spiel um Platz 3: Die zweitplatzierten Mannschaften der Gruppen A und B.
- Endspiel: Die Sieger der Gruppen A und B spielen um den Turniersieg.

Stand es nach der regulären Spielzeit der Platzierungsspiele unentschieden, folgte keine Verlängerung, sondern direkt im Anschluss ein Elfmeterschießen.
Da die FIFA die Spiele als Freundschaftsspiele einstuft, durfte jede Mannschaft pro Spiel sechs Auswechslungen vornehmen.

## Das Turnier
Alle Zeitangaben in Mitteleuropäischer Zeit (MEZ), was der Ortszeit (UTC±0), oder Koordinierten Weltzeit, plus einer Stunde entspricht.

### Gruppenphase

#### Gruppe A
| Pl. | Land        | Sp. | S | U | N | Tore    | Diff. | Punkte |
| --- | ----------- | --- | - | - | - | ------- | ----- | ------ |
| 1.  | Deutschland | 3   | 3 | 0 | 0 | 009:100 | +8    | 09     |
| 2.  | Island      | 3   | 2 | 0 | 1 | 003:600 | −3    | 06     |
| 3.  | China       | 3   | 1 | 0 | 2 | 001:200 | −1    | 03     |
| 4.  | Norwegen    | 3   | 0 | 0 | 3 | 002:600 | −4    | 0      |

|                                       |   |          |           |
| 5. März in Vila Real de Santo António |   |          |           |
| Norwegen                              | – | China    | 0:1 (0:0) |
| 5. März in Albufeira                  |   |          |           |
| Deutschland                           | – | Island   | 5:0 (3:0) |
| 7. März in Lagos                      |   |          |           |
| Norwegen                              | – | Island   | 1:2 (0:0) |
| 7. März in Albufeira                  |   |          |           |
| Deutschland                           | – | China    | 1:0 (0:0) |
| 10. März in Lagos                     |   |          |           |
| China                                 | – | Island   | 0:1 (0:0) |
| 10. März in Albufeira                 |   |          |           |
| Deutschland                           | – | Norwegen | 3:1 (2:1) |

#### Gruppe B
| Pl. | Land     | Sp. | S | U | N | Tore    | Diff. | Punkte |
| --- | -------- | --- | - | - | - | ------- | ----- | ------ |
| 1.  | Japan    | 3   | 2 | 1 | 0 | 004:200 | +2    | 07     |
| 2.  | Schweden | 3   | 2 | 0 | 1 | 004:200 | +2    | 06     |
| 3.  | Dänemark | 3   | 1 | 0 | 2 | 005:600 | −1    | 03     |
| 4.  | USA      | 3   | 0 | 1 | 2 | 004:700 | −3    | 01     |

|                       |   |          |           |
| 5. März in Parchal    |   |          |           |
| Japan                 | – | USA      | 1:1 (0:0) |
| 5. März in Albufeira  |   |          |           |
| Schweden              | – | Dänemark | 2:0 (2:0) |
| 7. März in Parchal    |   |          |           |
| Japan                 | – | Dänemark | 1:0 (1:0) |
| 7. März in Albufeira  |   |          |           |
| Schweden              | – | USA      | 1:0 (1:0) |
| 10. März in Faro      |   |          |           |
| Japan                 | – | Schweden | 2:1 (0:1) |
| 10. März in Albufeira |   |          |           |
| USA                   | – | Dänemark | 3:5 (0:3) |

#### Gruppe C
| Pl. | Land       | Sp. | S | U | N | Tore    | Diff. | Punkte |
| --- | ---------- | --- | - | - | - | ------- | ----- | ------ |
| 1.  | Nordkorea  | 3   | 3 | 0 | 0 | 006:100 | +5    | 09     |
| 2.  | Russland   | 3   | 1 | 0 | 2 | 006:600 | ±0    | 03     |
| 3.  | Österreich | 3   | 1 | 0 | 2 | 005:700 | −2    | 03     |
| 4.  | Portugal   | 3   | 1 | 0 | 2 | 004:700 | −3    | 03     |

|                                        |   |            |           |
| 5. März in Lagos                       |   |            |           |
| Russland                               | – | Nordkorea  | 1:2 (0:1) |
| 5. März, 15:30 in Parchal              |   |            |           |
| Österreich                             | – | Portugal   | 2:3 (2:2) |
| 7. März in Lagos                       |   |            |           |
| Nordkorea                              | – | Österreich | 2:0 (0:0) |
| 7. März in Parchal                     |   |            |           |
| Portugal                               | – | Russland   | 1:3 (1:0) |
| 10. März in Faro/Loulé                 |   |            |           |
| Portugal                               | – | Nordkorea  | 0:2 (0:1) |
| 10. März in Vila Real de Santo António |   |            |           |
| Russland                               | – | Österreich | 2:3 (1:2) |

### Platzierungsspiele
Spiel um Platz 11
|                        |   |          |           |
| 12. März in Faro/Loulé |   |          |           |
| Österreich             | – | Portugal | 2:1 (2:0) |

Spiel um Platz 9
|                     |   |          |           |
| 12. März in Parchal |   |          |           |
| Russland            | – | Norwegen | 1:0 (0:0) |

Spiel um Platz 7
|                     |   |     |           |
| 12. März in Parchal |   |     |           |
| Nordkorea           | – | USA | 0:3 (0:1) |

Spiel um Platz 5
|                       |   |          |                      |
| 12. März in Albufeira |   |          |                      |
| China                 | – | Dänemark | 1:1 (1:0), 5:4 i. E. |

Spiel um Platz 3
|                       |   |          |           |
| 12. März in Albufeira |   |          |           |
| Island                | – | Schweden | 2:1 (2:0) |

### Finale
| Deutschland                                      | Deutschland | Japan | Japan |
| ------------------------------------------------ | --- | --- | ----- |
| Deutschland                                      | \| 12. März 2014 in Faro/Loulé (Estádio Algarve) \| \| Ergebnis: 3:0 (0:0) \| \| Zuschauer: 600 \| \| Schiedsrichterin: Efthalia Mitsi ( Griechenland) \| | \| 12. März 2014 in Faro/Loulé (Estádio Algarve) \| \| Ergebnis: 3:0 (0:0) \| \| Zuschauer: 600 \| \| Schiedsrichterin: Efthalia Mitsi ( Griechenland) \| | Japan |
| Deutschland                                      | Almuth Schult • Bianca Schmidt, Annike Krahn (56. Luisa Wensing), Josephine Henning, Tabea Kemme • Dzsenifer Marozsán (86. Melanie Behringer), Lena Goeßling (46. Nadine Keßler) • Fatmire Alushi, Anja Mittag, Simone Laudehr (65. Melanie Leupolz) • Célia Šašić (84. Sara Däbritz) Cheftrainerin: Silvia Neid | Erina Yamane • Saori Ariyoshi (46. Yukari Kinga), Azusa Iwashimizu, Saki Kumagai, Rumi Utsugi • Mizuho Sakaguchi, Homare Sawa (46. Mana Iwabuchi) • Nahomi Kawasumi (81. Megumi Takase), Aya Miyama • Yūki Ōgimi, Shinobu Ōno (65. Kozue Andō) Cheftrainer: Norio Sasaki | Japan |
| Deutschland                                      | 1:0 Nadine Keßler (46.) 2:0 Anja Mittag (50.) 3:0 Dzsenifer Marozsán (61.) | | Japan |
| 12. März 2014 in Faro/Loulé (Estádio Algarve)    | | |       |
| Ergebnis: 3:0 (0:0)                              | | |       |
| Zuschauer: 600                                   | | |       |
| Schiedsrichterin: Efthalia Mitsi ( Griechenland) | | |       |

## Schiedsrichterinnen
Hauptschiedsrichterinnen:
- Casey Reibelt
- Wang Jia
- Riem Hussein
- Stéphanie Frappart
- Efthalia Mitsi
- Melissa Borjas
- Thérèse Neguel
- Sheena Dickson
- Yeimy Martínez
- Rita Gani
- Olga Miranda
- Teodora Albon
- Cristina Dorcioman

Schiedsrichterassistentinnen (Auswahl):
- Wendy Fisher
- Nicolet Bakker

## Torschützinnen
| Rang | Spielerin               | Tore |
| ---- | ----------------------- | ---- |
| 1    | Dzsenifer Marozsán      | 4    |
| 2    | Anja Mittag             | 3    |
|      | Jelena Morosowa         | 3    |
|      | Harpa Þorsteinsdóttir   | 3    |
| 5    | Nina Burger             | 2    |
|      | Nadine Prohaska         | 2    |
|      | Sarah Zadrazil*         | 2    |
|      | Aya Miyama              | 2    |
|      | Ho Un-byol              | 2    |
|      | Ra Un-sim               | 2    |
|      | Lene Mykjåland          | 2    |
|      | Cláudia Neto            | 2    |
|      | Jéssica Silva           | 2    |
|      | Jekaterina Pantjuchina* | 2    |
|      | Sydney Leroux           | 2    |
|      | Abby Wambach            | 2    |
|      | Yang Li                 | 2    |

| Rang | Spielerin                 | Tore |
| ---- | ------------------------- | ---- |
| 18   | Lena Goeßling             | 1    |
|      | Nadine Keßler             | 1    |
|      | Simone Laudehr            | 1    |
|      | Alexandra Popp            | 1    |
|      | Célia Šašić               | 1    |
|      | Mist Edvardsdóttir*       | 1    |
|      | Simone Boye Sørensen*     | 1    |
|      | Nadia Nadim               | 1    |
|      | Karoline Smidt Nielsen    | 1    |
|      | Johanna Rasmussen         | 1    |
|      | Sanne Troelsgaard Nielsen | 1    |

| Rang | Spielerin             | Tore |
| ---- | --------------------- | ---- |
| 18   | Katrine Veje          | 1    |
|      | Mana Iwabuchi         | 1    |
|      | Yūki Ōgimi            | 1    |
|      | Jong Yu-ri            | 1    |
|      | Kim Un-ju             | 1    |
|      | Viktoria Schnaderbeck | 1    |
|      | Carolina Mendes       | 1    |
|      | Nelli Korowkina       | 1    |
|      | Jekaterina Sotschnewa | 1    |
|      | Kosovare Asllani      | 1    |
|      | Antonia Göransson     | 1    |
|      | Charlotte Rohlin      | 1    |
|      | Lotta Schelin         | 1    |
|      | Linda Sembrant        | 1    |
|      | Heather O’Reilly      | 1    |
|      | Christen Press        | 1    |
|      | Megan Rapinoe         | 1    |

Anmerkungen: * = 1. Länderspieltor der Spielerin
Hinzu kommt ein Eigentor der chinesischen Torhüterin Zhang Yue im Spiel gegen Island.

## Auszeichnungen
- Beste Spielerin: Dzsenifer Marozsán (Deutschland)
- Fairste Mannschaft: Japan

## Besonderheiten
- Der siebte Platz ist die bisher schlechteste Platzierung einer US-amerikanischen Mannschaft.
- Die Nationalmannschaft Norwegens konnte erstmals kein Spiel gewinnen.
- Während des Turniers machten Annike Krahn, Þóra Björg Helgadóttir und Dóra María Lárusdóttir ihr 100. sowie Heather O’Reilly ihr 200. Länderspiel.
- Zeitgleich mit dem Algarve-Cup fand wie in den Vorjahren der Zypern-Cup statt, der von Frankreich gewonnen wurde. Zudem fand wieder in Istrien ein Turnier statt, diesmal aber nur mit drei Mannschaften (Kroatien, Polen und Ungarn).
- Das Gruppenspiel zwischen Deutschland und Norwegen wurde von der rumänischen Schiedsrichterin Cristina Dorcioman geleitet, die auch das letzte EM-Finale zwischen den beiden Mannschaften geleitet hatte und dort zwei Strafstöße für Norwegen gegeben hatte. Bereits in der zweiten Minute des Gruppenspiels gab sie erneut einen Strafstoß für Norwegen, durch den die längste Serie der deutschen Mannschaft ohne Gegentor (10 Spiele) beendet wurde.

## TV-Termine
In Deutschland hat Eurosport mit seinen beiden Kanälen einige Spiele live übertragen, darunter alle Gruppenspiele der DFB-Frauen und der USA sowie zwei Spiele mit Weltmeister Japan. Das Finale am 12. März wurde aufgrund der Vorverlegung, da das japanische Fernsehen die Erstverwertungsrechte hatte, nur zeitversetzt und mit Werbeunterbrechungen gezeigt.